# Swartzia oraria
Swartzia oraria é uma espécie vegetal da família Fabaceae.
Apenas pode ser encontrada na Colômbia.